# Alexei Matwejewitsch Posdnejew

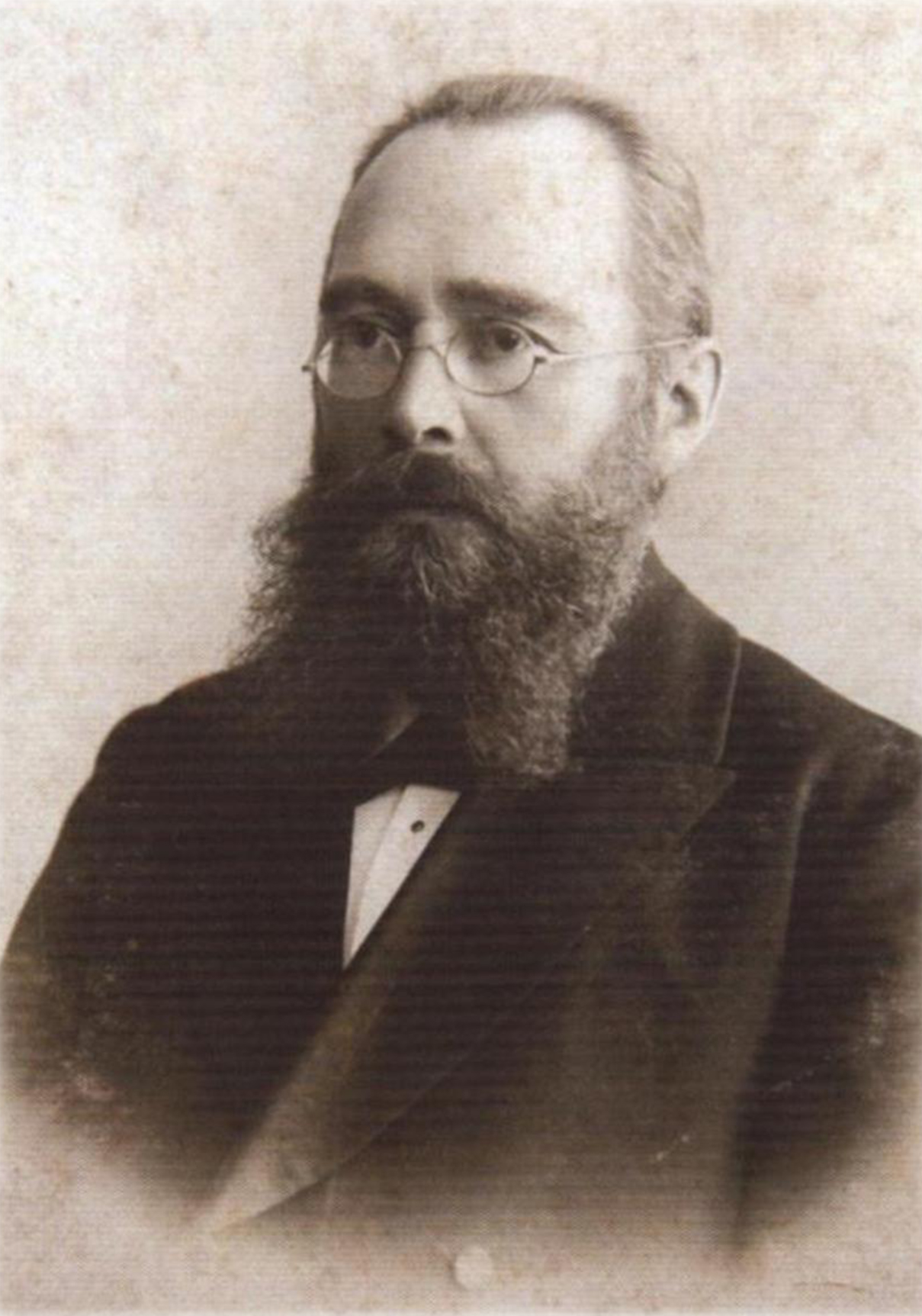
Alexei Matwejewitsch Posdnejew

Alexei Matwejewitsch Posdnejew (russisch Алексей Матвеевич Позднеев, wiss. Transliteration Aleksej Matveevič Pozdneev; * 1851; † 30. September 1920) war ein russischer Orientalist, der sich auf die Mongolen, insbesondere die Kalmücken spezialisiert hatte. Er war einer der Gründer und der erste Direktor (1899–1903) des Orientalischen Instituts in Wladiwostok (1904–1906). Er leistete herausragende Beiträge zur mongolischen Literatur und zum mongolischen Buddhismus.
Von 1898 bis 1904 hielt er sich in China auf. 1905–1910 hielt er sich in Japan auf.
Sein bekanntestes Werk ist Die Mongolei und die Mongolen, das auch ins Englische übersetzt wurde.
Der Orientalist Dmitri Matwejewitsch Posdnejew war sein Bruder.

## Werke (Auswahl)
- Mongolia and the Mongols
- Dhyāna und Samādhi im mongolischen Lamaismus: Hannover: Orient-Buchh. H. Lafaire, 1927 [Ausg. 1926]  Aus d. Russ. übers. u. eingel. von W. A. Unkrig